# Ruif

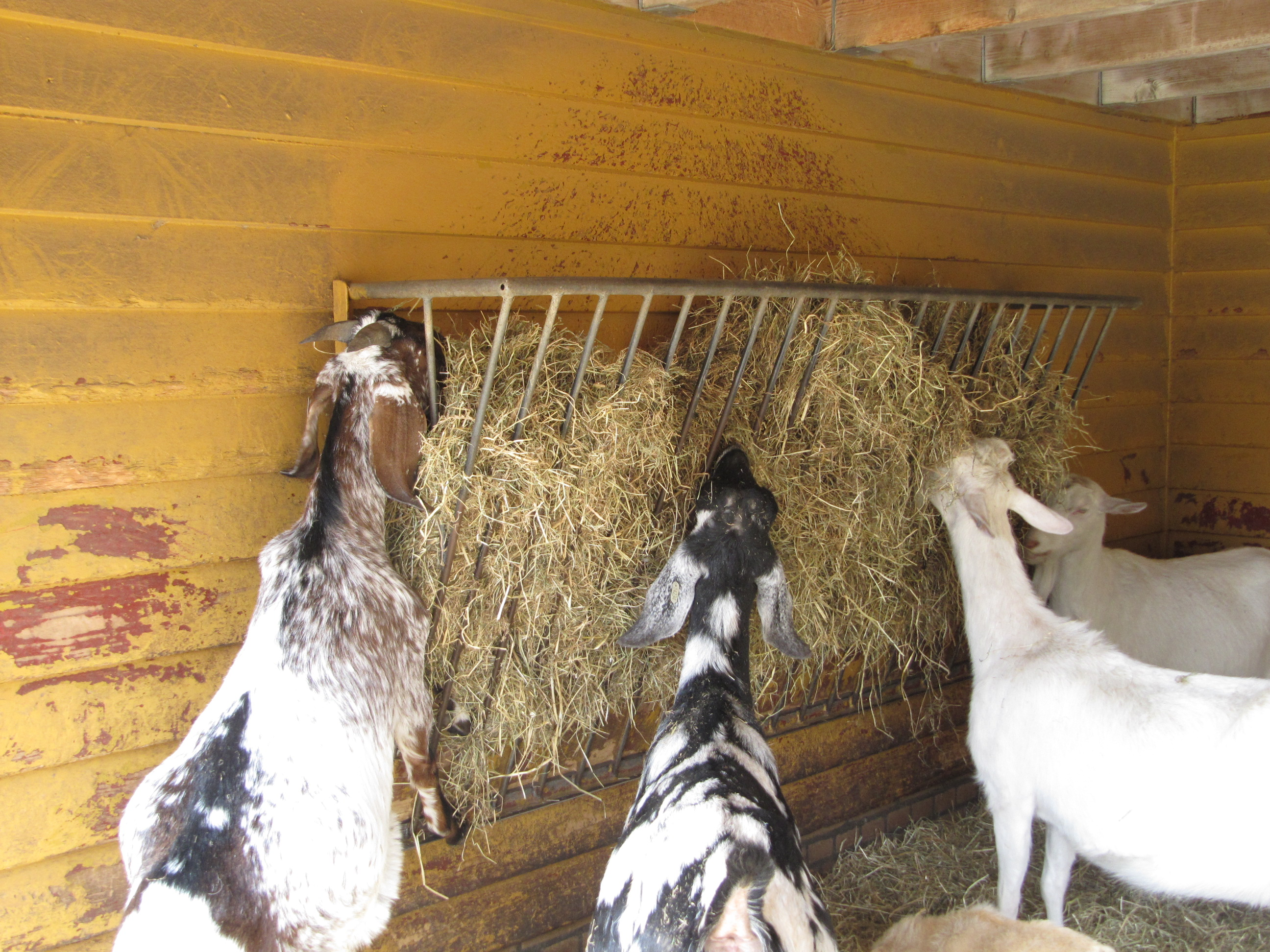
Ruif

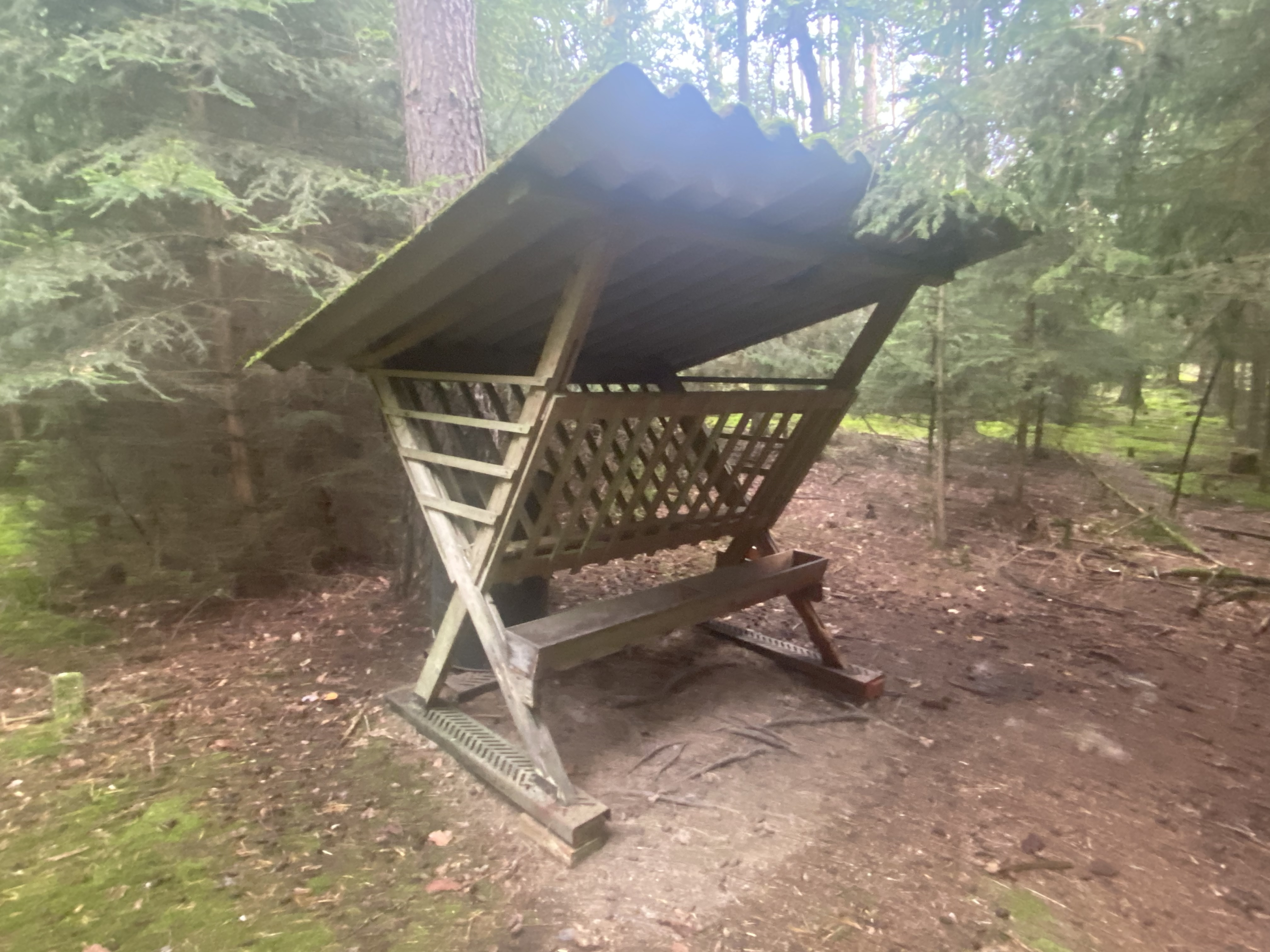
Ruif

Een ruif is een houten of ijzeren, schuinstaand of schuin opgehangen voederrek voor landbouwdieren zoals paarden, schapen, koeien en geiten.
Een ruif bestaat uit tralies waar de dieren het voer tussendoor kunnen pakken en eten. Een ruif wordt gebruikt om hooi of vers gras aan te bieden op een manier zodat het voer vers blijft en niet op de grond belandt.
Er zijn speciale ruiven voor diverse diersoorten beschikbaar. Een paardenruif bestemd voor hooi is meestal smaller dan een ruif voor schapen of koeien. De meeste ruiven worden aan de muur bevestigd en hebben de vorm van een halve korf. Ook zijn er vrijstaande ruiven die op een frame staan. Ruiven worden tegenwoordig uitgevoerd in roestvrij staal.